# Louis Roelandtplein

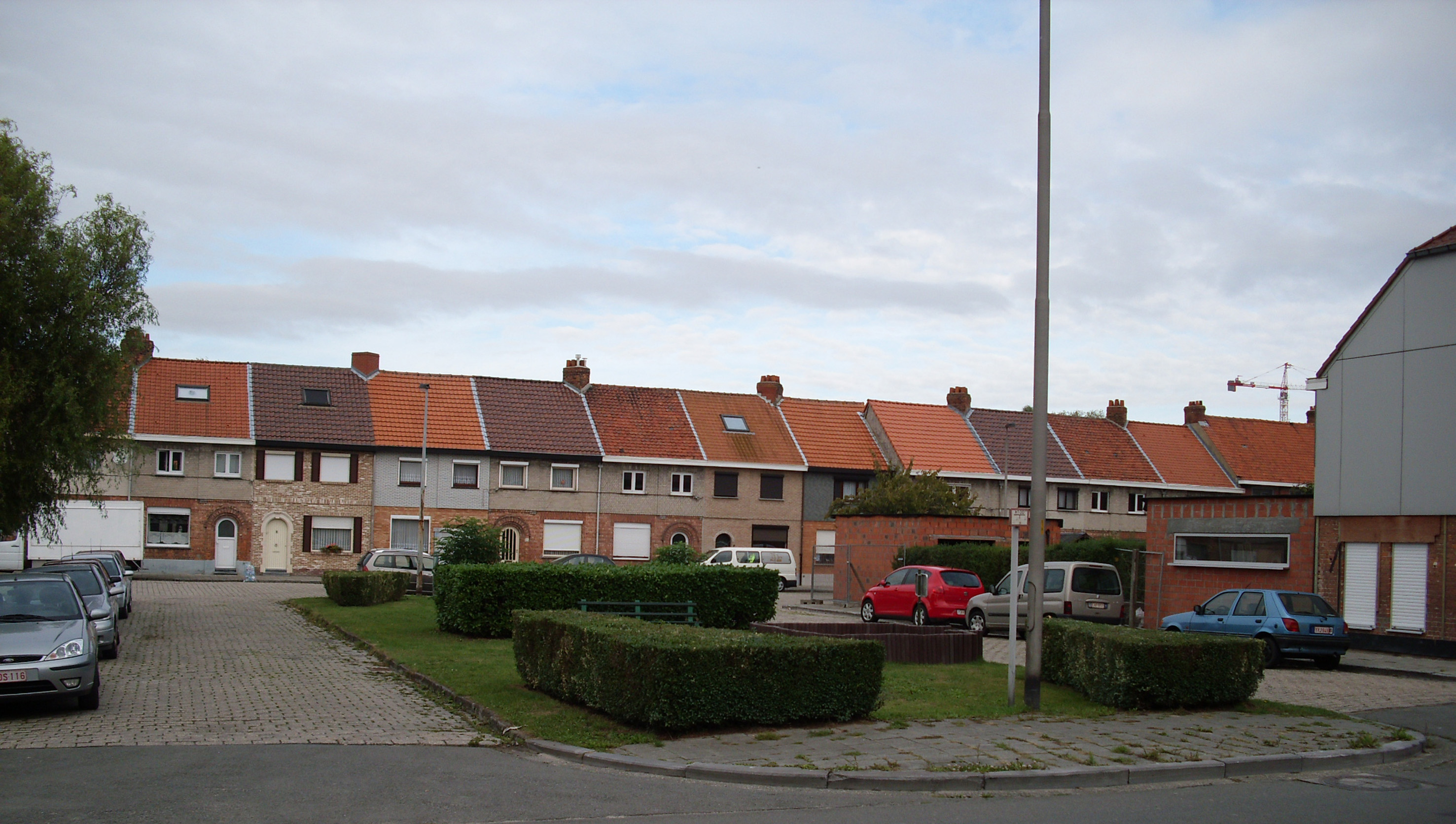
Het Louis Roelandtplein.

Het Louis Roelandtplein is een plein in de Belgische stad Gent. Het plein bevindt zich in de woonbuurt Steenakker nabij Nieuw Gent en ligt tussen de Zwijnaardsesteenweg en het UZ Gent. De woonbuurten Steenakker en Nieuw Gent maken deel uit van de wijk Nieuw Gent - UZ.

## Architect
Het Louis Roelandsplein geeft toegang tot een achtergelegen straat met dezelfde naam. Het werd genoemd naar de architect Louis Roelandt (1786-1864), die vooral in Oost-Vlaanderen tal van gebouwen ontwierp in de neoklassieke en eclectische bouwstijl.